# Jenny Nimmová
Jenny Nimmová (* 15. ledna 1944 Windsor) je britská spisovatelka knížek pro děti, fantasy a dobrodružné literatury.

## Výběrová bibliografie

### Snow Spider
- The Snow Spider. 1986 ISBN 0-416-54530-0
- Emlyn's Moon. 1987 ISBN 0-416-02392-4
- The Chestnut Soldier. 1989 ISBN 0-416-11402-4

### Ultramarine
- Ultramarine. 1990 ISBN 0-416-15932-X
- Rainbow and Mr. Zed. 1992 ISBN 0-416-17222-9

### Delilah Trilogie
- Delilah and the Dogspell. 1991 ISBN 0-416-17232-6
- Delilah and the Dishwasher Dogs. 1993 ISBN 0-416-18769-2
- Delilah Alone. 1996 ISBN 0-416-19259-9

### Legends from Wales
- Gwion and the Witch. 1996 ISBN 1-85902-294-4
- Branwen: Legends from Wales. 1997 ISBN 1-85902-322-3

### Box Boys
- The Box Boys and the Magic Shell. 1999 ISBN 0-340-73290-3
- The Box Boys and the Fairground Ride. 1999 ISBN 0-340-73291-1
- The Box Boys and the Bonfire Cat. 1999 ISBN 0-340-73292-X
- The Box Boys and the Dog in the Mist. 1999 ISBN 0-340-73293-8

### Esmeralda
- Esmeralda and the Children Next Door. 1999 ISBN 0-416-19363-3
- The Strongest Girl in the World. 2001 ISBN 0-7497-4712-9

### Children of the Red King
- Midnight for Charlie Bone. 2002 ISBN 0-7497-4888-5
- The Time Twister. 2002 ISBN 1-4052-0220-3 (americký titul: Charlie Bone and the Time Twister. ISBN 0-439-49688-8)
- The Blue Boa. 2004 ISBN 1-4052-0126-6 (americký titul: Charlie Bone and the Invisible Boy. ISBN 0-439-54527-7)
- The Castle of Mirrors. 2005 ISBN 1-4052-0127-4 (americký titul: Charlie Bone and the Castle of Mirrors. ISBN 0-439-54529-3)
- Charlie Bone and the Hidden King. 2006 ISBN 0-439-54530-7
- Charlie Bone and the Wilderness Wolf. 2007 ISBN 1-4052-3316-8 (americký titul: Charlie Bone and the Beast. ISBN 0-439-84665-X)
- Charlie Bone and the Shadow of Badlock. 2008 ISBN 1-4052-4045-8 (americký titul: Charlie Bone and the Shadow. ISBN 0-439-84669-2)
- Charlie Bone and the Red Knight. 2009 ISBN 1-4052-4823-8

### Books
- The Bronze Trumpeter. 1974 ISBN 0-207-95595-6
- Griffin's Castle. 1994 ISBN 0-416-19141-X
- The Rinaldi Ring. 1999 ISBN 0-7497-2819-1
- Milo's Wolves. 2001 ISBN 0-7497-3675-5

### Illustrated Books
- Tatty Apple. 1984 ISBN 0-416-50280-6
- The Red Secret. 1989 ISBN 0-241-12463-8
- Jupiter Boots. 1990 ISBN 0-434-93076-8
- The Breadwitch. 1993 ISBN 0-434-96355-0
- The Stone Mouse. 1993 ISBN 0-7445-2430-X
- Wilfred's Wolf. 1994 ISBN 0-370-31887-0
- Granny Grimm's Gruesome Glasses. 1995 ISBN 0-7136-4159-2
- Ronny and the Giant Millipede. 1995 ISBN 0-7445-4115-8
- The Witch's Tears. 1996 ISBN 0-00-674682-9
- Alien on the 99th Floor. 1996 ISBN 0-434-96749-1
- The Owl Tree. 1997 ISBN 0-7445-4142-5
- Seth and the Strangers. 1997 ISBN 0-7497-2884-1
- Hot Dog, Cool Cat. 1997 ISBN 0-7497-2751-9
- The Dragon's Child. 1997 ISBN 0-340-67303-6
- Toby in the Dark. 1999 ISBN 0-7445-4199-9
- Dog Star. 1999 ISBN 0-7445-5900-6
- Ill Will, Well Nell. 2000 ISBN 0-7497-3910-X
- Tom and the Pterosaur. 2001 ISBN 0-7445-4178-6
- The Bodigulpa. 2001 ISBN 0-333-94997-8
- The Night of the Unicorn. 2003 ISBN 0-7445-9072-8
- Invisible Vinnie. 2003 ISBN 0-552-54991-6

### Picture Books
- The Starlight Cloak. 1990 ISBN 0-8037-1508-0
- The Bears Will Get You. 1990 ISBN 0-416-15132-9
- The Witches and the Singing Mice. 1993 ISBN 0-8037-1509-9
- Something Wonderful. 2001 ISBN 0-00-761109-9
- Beak and Whisker. 2002 ISBN 0-7497-4854-0
- Pig on a Swing. 2003 ISBN 0-340-85241-0
- Matty Mouse. 2003 ISBN 1-4052-0591-1